# Let It Out
Let It Out é um DVD da banda americana Hoobastank, lançado em 23 de novembro de 2004. Possui seis videoclipes da banda dos dois primeiros álbuns, além de cinco faixas ao vivo de sua última turnê e um vídeo mostrando os membros do grupo ao vivo durante a turnê.

## Faixas
1. "Crawling in the Dark" - Videoclipe
2. "Running Away" - Videoclipe
3. "Remember Me" - Videoclipe
4. "Out of Control" - Videoclipe
5. "The Reason" - Videoclipe
6. "Same Direction" - Videoclipe
7. "Crawling in the Dark" - Apresentação ao vivo
8. "Let It Out" - Apresentação ao vivo
9. "Pieces" - Apresentação ao vivo
10. "Running Away" - Apresentação ao vivo

Outras informações:
- Documentário On the Road
- The Reason (DJ Tanner Remix)
- The Reason (Director's Cut)
- Formato de tela: 4:3 (16:9 no documentário "On the Road")